# Acolastus x-signatus
Acolastus x-signatus es un coleóptero de la familia Chrysomelidae.
Fue descrita científicamente por primera vez en 1985 por Lopatin.